# Fexerplatten

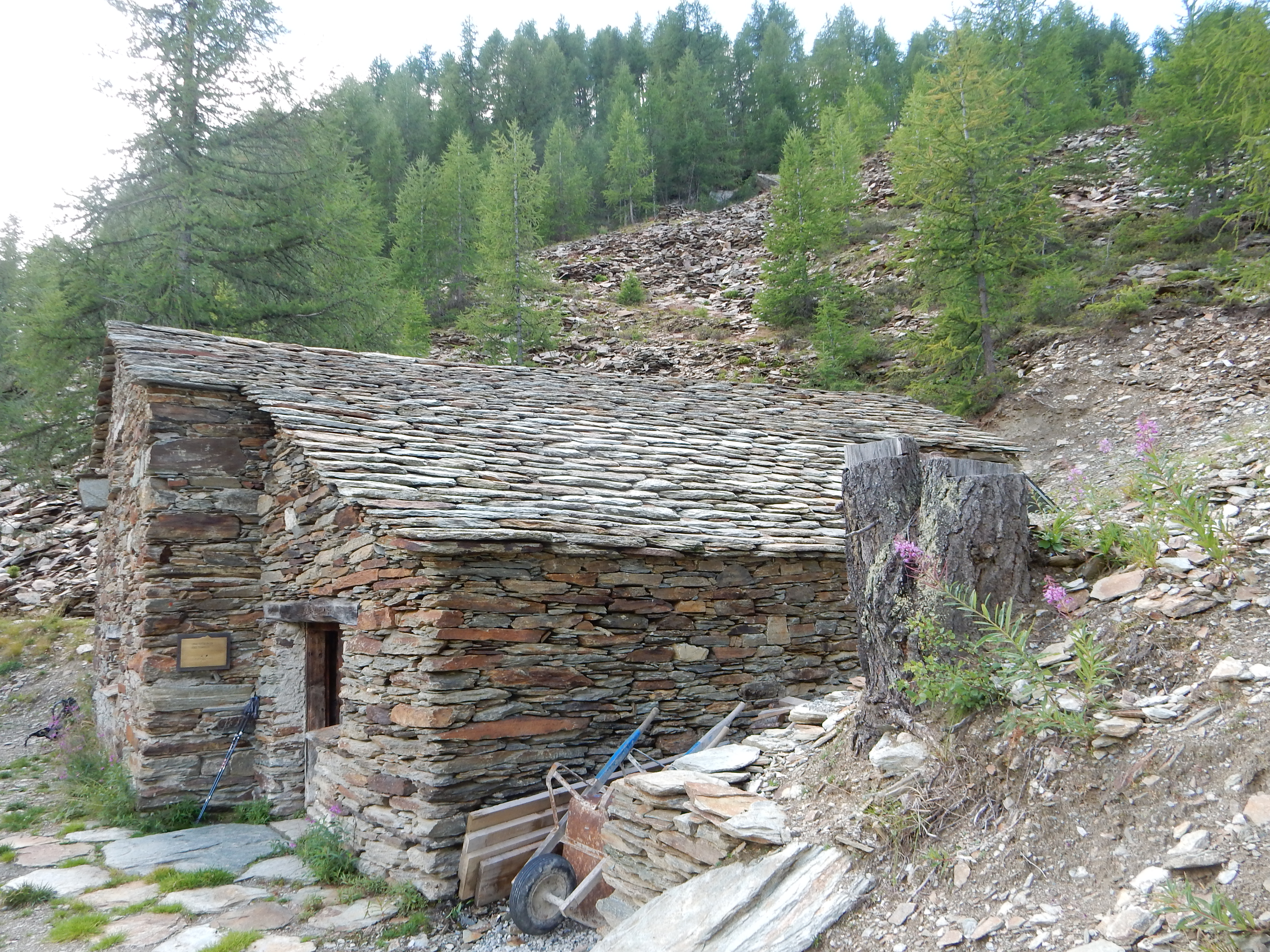
Im Steinbruch der Fexerplatten: die renovierte Unterkunft und im Hintergrund Abräumhalden

Fexerplatten oder engadinerromanisch Plattas da Fex sind zentimeterdünne Steinplatten aus Glimmerschiefer (Quarzphyllit), welche Verwendung im Ofenbau und zum Eindecken von Hausdächern gefunden haben. Der Abbau erfolgte ausschliesslich während der Wintermonate in einem Steinbruch auf 2070 Metern Höhe, wenig oberhalb der Silser Alp im Fextal. Der Schiefer konnte nur von November bis Februar bei Temperaturen unter dem Gefrierpunkt gespalten werden.

## Geschichte

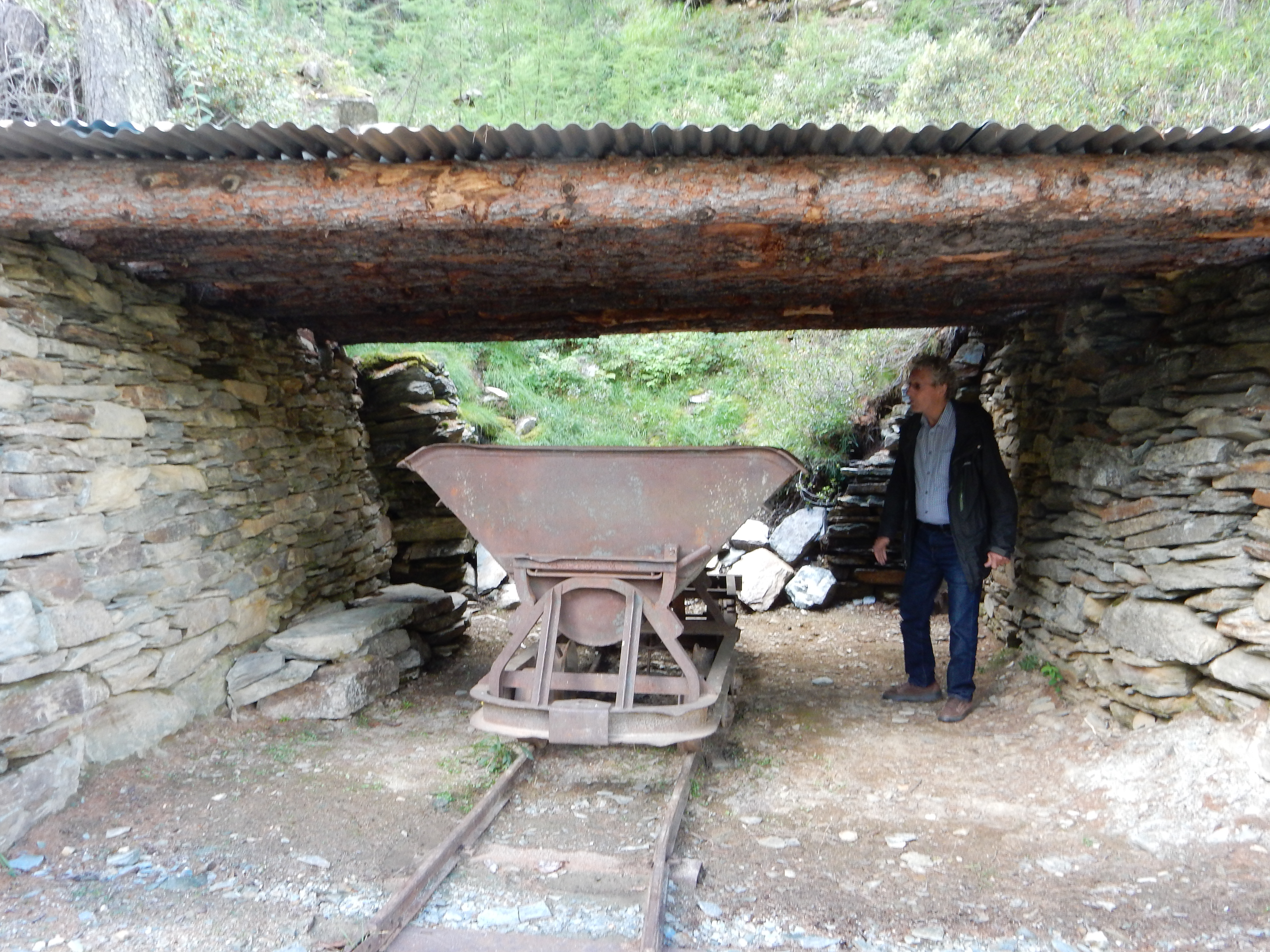
Einer der ehemaligen Stolleneingänge mit einem Schienentransportwagen (Kipplore)

Der Abbau begann im 17. Jahrhundert. Im 18. und 19. Jahrhundert wurde viel Schiefer nach Bever und Pontresina versandt. 1864 erteilte die Gemeinde Sils sechs Männern aus dem Fextal eine exklusive Konzession für den Abbau von Gneisplatten. Es arbeiteten jeweils bis zu 14 Knappen aus dem italienischen Valmalenco.
Der Betrieb des Steinbruchs musste 1964 eingestellt werden, da der Abtransport mit Motorfahrzeugen aus Naturschutzgründen nicht mehr erlaubt wurde, während Pferdefuhrwerke zu teuer waren. Seither sind die Stollen und die Nebengebäude weitgehend verfallen.
Um das historische Kulturerbe der Nachwelt zu erhalten, gründete die Bürgergemeinde von Sils im Engadin 2014 die «Fundaziun Cheva Plattas da Fex» (engadinerromanisch für «Fexerplatten-Steinbruch-Stiftung»). In einem ersten Schritt wurden die noch bestehenden Anlagen vor dem Einsturz gesichert und in den Jahren 2017 und 2019 die beiden Hütten restauriert und ein kleines Museum eingerichtet.

## Verwendung der Platten
Nach Jahren auf den Dächern oxidierten die Mineralien im Stein durch den Einfluss der Witterung und die Platten erhielten ein rötliche Färbung. Diese Platten sind besonders begehrt und finden vor allem auf Böden in Wohnungen Verwendung. Weil die Platten nicht mehr abgebaut werden, sind sie rar geworden.